# Harry DeBaecke
Harry Leopold DeBaecke, né le 9 juin 1879 à Philadelphie dans l'État de Pennsylvanie et mort le 6 novembre 1961 dans la même ville est un rameur d'aviron américain. Il est membre du Vesper Boat Club, basé à Philadelphie.

## Vie privée
Harry DeBeacke est le fils de Henry DeBeacke (1830-1910) et de Octavia Slembrouck (1846-1889). Il a une sœur aînée appelée Annie. En 1903, à l'âge de 24 ans il épouse Carolyn May. Il aura d'elle 2 enfants, Harry et Cecelia.

## Carrière
Âgé de 20 ans, il était le plus jeune membre de l'équipage qui remporta la médaille d'or en huit aux Jeux olympiques d'été de 1900 à Paris. La même année, il remporte la Schuylkill Navy Regatta. Il sera plusieurs fois champion des États-Unis jusqu'en 1910. De 1923 à 1925, il entraînera les rameurs de son club, le Vesper Boat Club .